# Osamělý muž
Osamělý muž (v anglickém originále A Man Alone) je čtvrtá epizoda první sezóny seriálu Star Trek: Stanice Deep Space Nine. V České republice byla při své premiéře odvysílána jako třetí v pořadí.

## Příběh
Odo a Quark jsou svědky hádky mezi Milesem a Keiko O'Brienovými. Oda zajímá, čeho se roztržka týkala, a Quark mu vysvětluje, že Keiko není spokojena se životem na stanici Deep Space Nine. Náhle Odo spatří jednoho z Quarkových zákazníků a nařídí mu opustit stanici. Když odmítne, začnou se prát, dokud nezakročí komandér Sisko. Odo dává muži 26 hodin (délka bajorského dne) na opuštění stanice.
V Siskově kanceláři Odo vysvětluje, že onen muž se jmenuje Ibudan a během cardassijské okupace Bajoru pašoval zboží Bajoranům. Někteří ho považují za hrdinu, ale Odo ho viní za smrt malé dívky, protože jeho rodiče neměli prostředky na potřebné léky. Odo později Ibudana zatkl za vraždu cardassijského důstojníka, ale po skončení okupace byl propuštěn. Sisko odvětí, že nyní žádné zákony neporušil a Odo ho nesmí zadržovat.
Později je Ibudan zabit v simulátoru a jeden z jeho přátel řekne Siskovi a Kiře, že se Ibudan bál, že ho Odo zabije. Měňavec Odo je jediným, kdo se podle dostupných důkazů mohl zločinu dopustit. Doktor Bashir nakonec objeví důkazy, že Ibudan prováděl lékařské experimenty. Jelikož ale nebyl ani doktor, ani vědec, Bashir se rozhodne pátrat dál. Mezitím Sisko dočasně Oda odvolá z vyšetřování Ibudanovy vraždy.
Na stanici roste nevraživost lidí vůči Odovi. Bashirův vzorek z Ibudanových věcí začne růst v něco, co zatím nelze určit. Keiko O'Brienová se rozhodne otevřít školu, ale mezitím se před Odovou kanceláří srotí dav, který se Sisko snaží uklidnit. Bashir přichází s objevem, že ona věc je Ibudanův klon. Zabitý Ibudan je rovněž klon vytvořený proto, aby mohl být Odo obviněn z vraždy (jelikož se na místě nenašla jiná DNA než oběti, Odo měl být hlavním podezřelým). Odo nakonec najde a zatkne skutečného Ibudana a obviní ho z vraždy vlastního klonu. Mezitím poslední klon dospěje a začne nový život.

## Zajímavosti
- V této epizodě se poprvé v seriálu objevují Keiko a Molly O'Brienovy.
- Keiko otvírá školu, která zůstane otevřena až do začátku třetí řady (epizody „Quarkův dům“), kdy je uzavřena pro nedostatek studentů.
- V této epizodě se divák dozví, že Jake Sisko a Nog jsou kamarádi. Bude trvat asi dva roky než se Jakeův otec s tímto přátelstvím smíří.
- Při vyšetřování Ibudanova pohybu ukáže seznam na Odově monitoru, že Ibudan cestoval z Alderaanského přístavu. Jde o odkaz na planetu zničenou Hvězdou smrti ve filmu Star Wars: Epizoda IV – Nová naděje.